# Pulaeus chongqingensis
Pulaeus chongqingensis är en spindeldjursart som beskrevs av Bu och Li 1987. Pulaeus chongqingensis ingår i släktet Pulaeus och familjen Cunaxidae. Inga underarter finns listade i Catalogue of Life.